# Fiat Fiorino
Il FIAT Fiorino è un piccolo furgone prodotto dalla FIAT a partire dal 1977 in tre differenti generazioni.

## Fiorino 1a generazione (1977-1988)

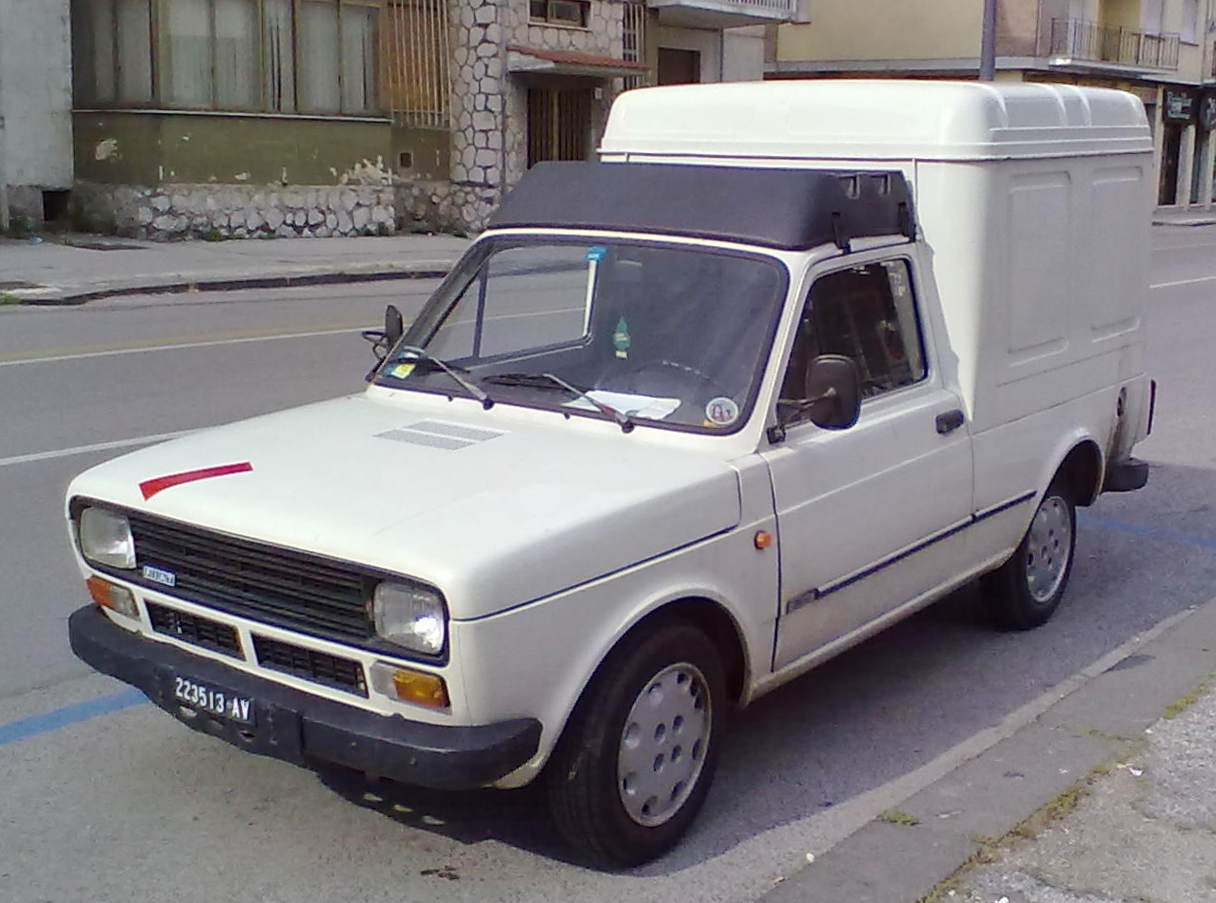
FIAT Fiorino 1a generazione facelift

La prima versione del Fiorino è stata basata sulla seconda serie della FIAT 127 con la parte posteriore separata dall'abitacolo e dedicata al carico di merce, in versione pick-up e al trasporto promiscuo la cui denominazione fu Fiorino Panorama.

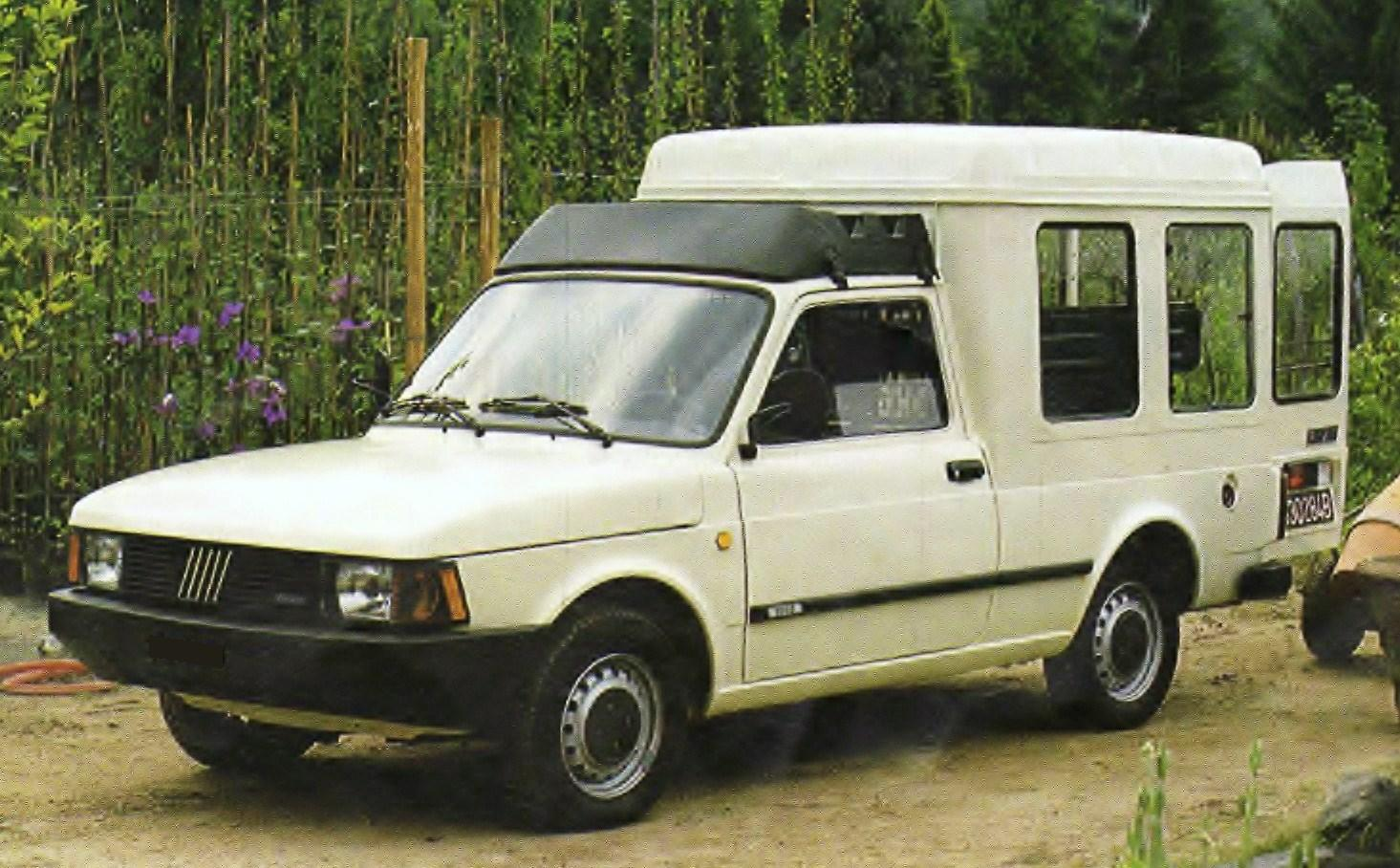
FIAT Fiorino Panorama, versione 1983

Venne lanciato nel 1977 con la denominazione FIAT 127 Fiorino, per sottolineare la stretta parentela con l'utilitaria, ed era disponibile con le stesse motorizzazioni della 127, il 903 cm³ aste e bilancieri e successivamente col 1.050 cm³ Fiasa a cinghia dentata prodotto in Brasile. Nel Regno Unito e in molti mercati con guida a destra venne lanciato solo nel 1979.
Ha ricevuto un restyling nel 1981 quando fu introdotta la FIAT 127 D, anche il Fiorino ebbe il nuovo propulsore diesel e un solo motore a benzina, il 1.050 cm³. In questa occasione ricevette il frontale della FIAT 147 brasiliana. Sempre nel 1981 la denominazione ufficiale del modello diventa Fiorino (perdendo quindi la numerazione 127) e viene introdotta in Europa la versione pick-up. Nel 1983 ricevette il frontale della FIAT 127 Unificata, il cui cofano motore era meglio raccordato al frontale, i fari possedevano dimensioni maggiori e gli indicatori di direzione erano stati posti sugli spigoli in modo da essere più visibili. Il paraurti anteriore, di colore grigio scuro, era più avvolgente ai lati e sulla fiancata comparvero i nuovi fascioni paracolpi con i loghi riguardanti le motorizzazioni incorporate. I motori rimangono il 1.3 diesel e il 1.050 cm³ benzina mentre il cambio è il manuale a 5 rapporti su tutti i modelli.. Per il mercato argentino la versione "benzina" si chiamava "nafta".
Ne è stata realizzata anche una versione camper "minimale" chiamata OgniTempo.
Nonostante venisse prodotto in Brasile ed importato in Europa, sul mercato locale il Fiorino debutta solo nel 1980: nel 1977 viene prodotto solo per il mercato sud americano un piccolo pick-up denominato Fiat 147 Pick-Up City che altro non era la versione due posti con cassone posteriore della FIAT 147: questa vettura in alcuni mercati era anche denominata ufficialmente Pick-Up City senza la numerazione 147. Rispetto al Fiorino pick-up presentava il cassone più piccolo con l'apertura laterale e i fanali posteriori possedevano un disegno diverso. Solo nel 1980 viene introdotta la denominazione Fiorino per questo piccolo pick-up che diventa quindi uguale al modello già commercializzato in Europa, riceve un cassone posteriore più grande (soprattutto più lungo) con apertura tradizionale verso il basso lasciando inalterato il passo, inoltre viene lanciato anche il Fiorino furgone che sarà prodotto e aggiornato nello stile parallelamente al modello commercializzato in Europa.

## Fiorino 2a generazione (1987-2013)

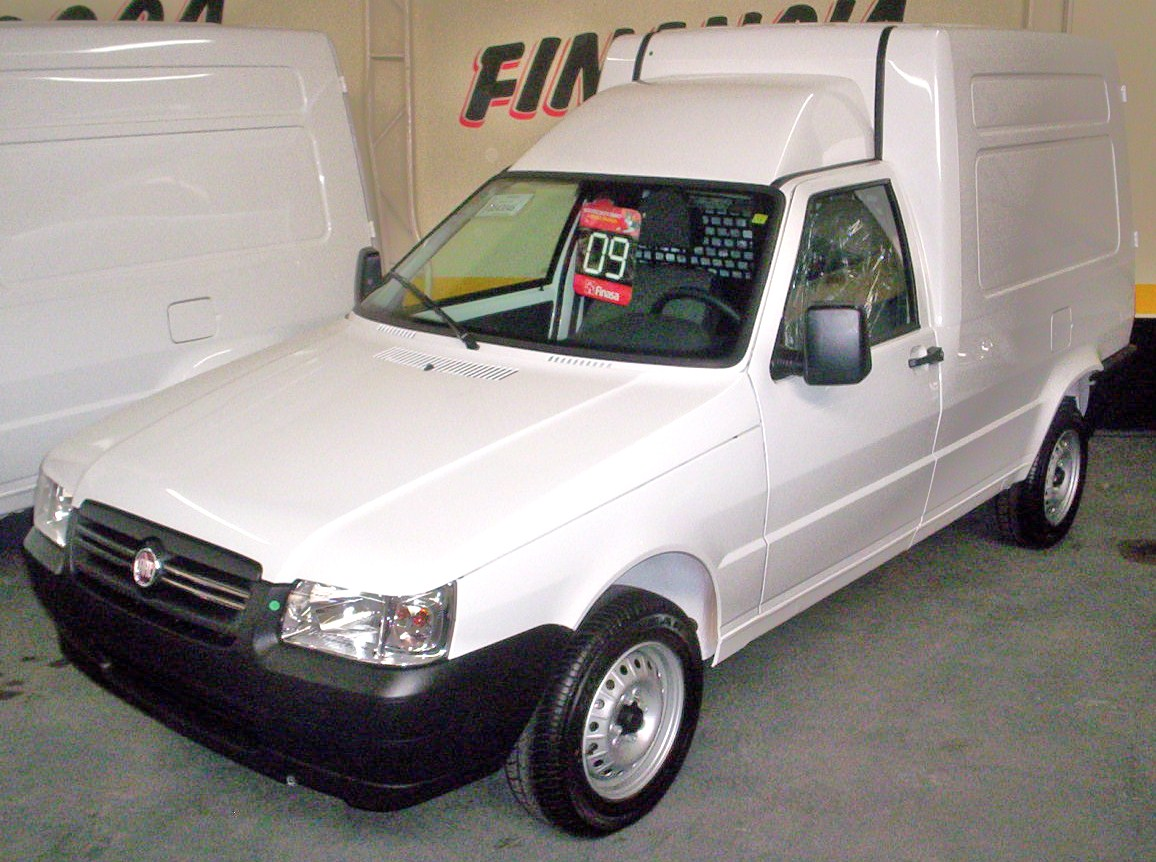
FIAT Fiorino seconda serie, modello brasiliano del 2010

Nel 1987 viene presentata una versione più moderna e basata sulla FIAT Uno venduta in Brasile e commercializzata in Italia come "Uno CS"  e sulla FIAT Duna. In Europa venne importato a partire dall'anno seguente. La gamma si componeva di tre varianti di carrozzeria: furgonato classico, versione Panorama per il trasporto persone vetrata e pick-up con cassone posteriore e motori 1.4 a benzina otto valvole e 1.7 diesel aspirato. Nel 1992 il Fiorino ha subito un rilevante restyling al muso (nuovi fari e mascherina più sottili) e in cui il volume di carico è stato incrementato fino a 3,2 m² mentre la portata è salita a 620 kg.
Nel 1997 è stato eseguito l'ultimo restyling prima della fine della produzione del modello europeo, che consisteva in una mascherina nuova con presa d'aria più larga.
Il Fiorino dal 1994 sul mercato sud americano è basato sulla FIAT Mille (evoluzione della Uno CS) ed è stato gradualmente aggiornato introducendo le medesime migliorie ed innovazioni introdotte dall'utilitaria Mille.
La gamma motori si componeva dal quattro cilindri 1.200 cm³ FIRE 8 valvole e il turbodiesel dotato di iniezione indiretta da 1.700 cm³. 
In meno di 4 metri di lunghezza il Fiorino riusciva ad offrire un volume utile di carico di 3,2 m³, con il piano di carico a soli 50 centimetri da terra e dimensioni interne utili di 1,78 m in lunghezza, 1,35 in larghezza e 1,36 in altezza.
La produzione del modello europeo cessò nel 2000 mentre in Sud America (presso lo stabilimento FIAT di Betim in Brasile) è continuato ad essere stato prodotto e venduto fino al dicembre 2013. L'uscita di produzione è dovuta alle nuove norme di omologazione entrate in vigore in Brasile dal 1º gennaio 2014 che prevedono l'adozione di serie di numerosi dispositivi di sicurezza quali airbag frontali e sistema anti bloccaggio delle ruote ABS e siccome il Fiorino essendo un progetto datato risalente alla fine degli anni 80 non era predisposto per queste tecnologie la FIAT ha deciso di sostituirlo con una nuova generazione totalmente nuova basata sulla nuova FIAT Uno lanciata nel 2010.
Come suo erede europeo invece si può considerare il multispazio FIAT Doblò che entrò in produzione nel 2000 e rispetto al Fiorino presentava una carrozzeria più moderna di tipo "monovolume", mentre la versione pick-up venne rimpiazzata già nel 1999 dal FIAT Strada, pick-up compatto derivato dalla FIAT Palio.

## Fiorino Terza generazione (dal 2007)

### Modello europeo
Il 2 ottobre 2007, al Salone Transpotec-Logitec di Milano, FIAT Professional presenta un nuovo veicolo commerciale leggero di taglia piccola che riprende il nome Fiorino, prodotto anche in versione multispazio per passeggeri, con il nome FIAT Qubo. Questa terza generazione è stata realizzata in collaborazione con il gruppo francese PSA che commercializza il veicolo anche con i propri marchi (Citroën Nemo e Peugeot Bipper) apportando differenze estetiche minime. La produzione avviene in Turchia presso lo stabilimento Tofaş di Bursa.
Inoltre, a inizio 2014, il Fiorino subisce un restyling che comprende sia l'aspetto estetico che i motori.

### Modello sud americano

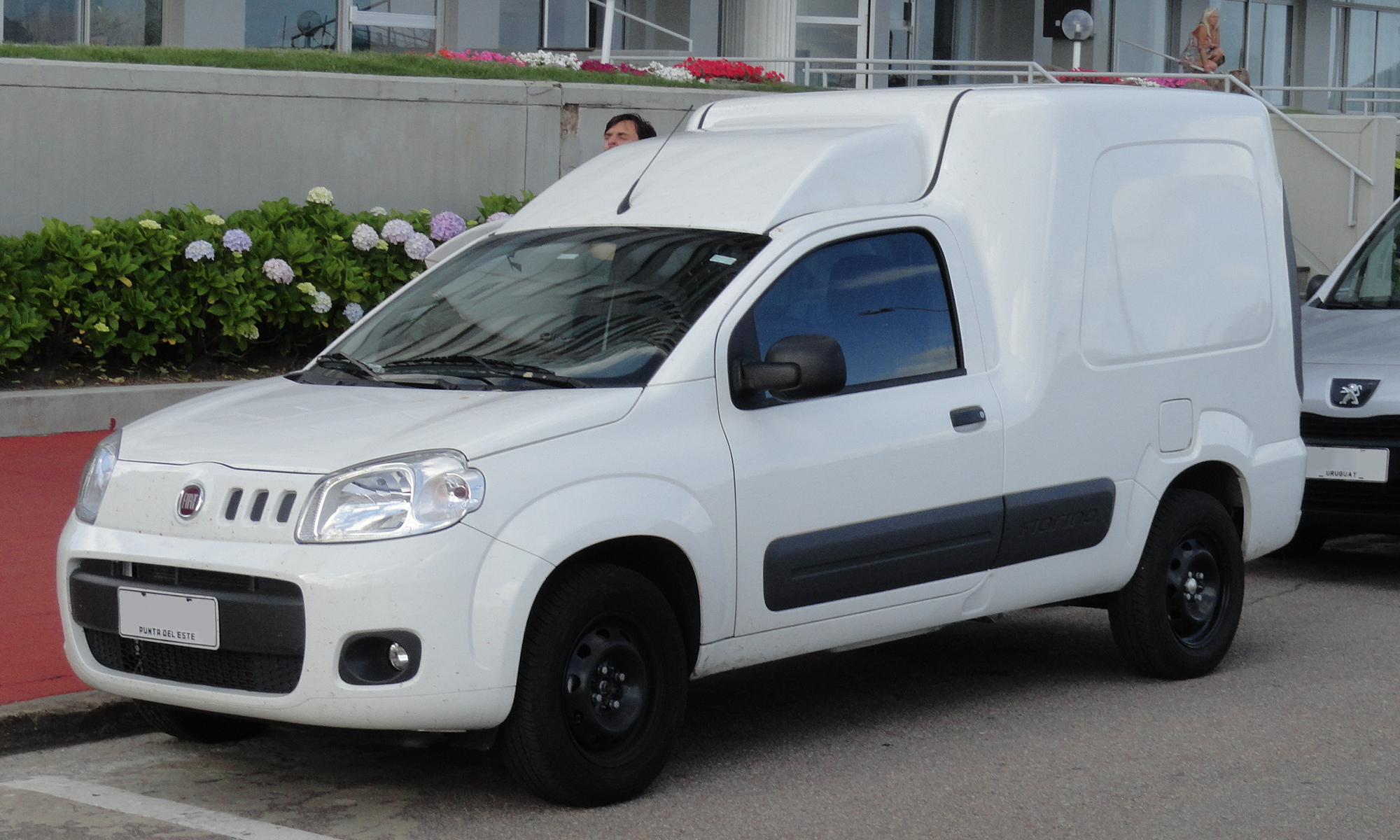
Vista frontale del FIAT Fiorino brasiliano del 2014

La terza serie del Fiorino sud americano entra in produzione nel gennaio 2014 e si tratta di un modello specifico totalmente differente sia dal punto di vista estetico che meccanico dalla terza serie europea introdotta nel 2007: prima di tutto il telaio di base è quello della FIAT Uno brasiliana introdotta nel 2010, la carrozzeria inoltre possiede il vano di carico separato (soluzione già adottata dalle precedenti generazioni del Fiorino) mentre il frontale e gli interni sono gli stessi della Uno serie 2010 come il motore: il 1.4 FIRE EVO Flex otto valvole da 88 cavalli a doppia alimentazione benzina ed etanolo. Prodotto presso lo stabilimento FIAT di Betim viene venduto solo in Sud America.

## La produzione
- Argentina: Il FIAT Fiorino, prima e seconda serie furono costruiti nella fabbrica di Córdoba, fino al 2000.
- Brasile: Il Brasile è stato il paese dove è avvenuta la produzione della maggior parte dei Fiorino venduti nel mondo: i modelli europei (seconda e terza serie) venivano importati direttamente dalla fabbrica FIAT di Betim prima di essere sostituiti dalla terza serie lanciata nel 2007 e prodotta in Turchia. Sono più di 1,2 milioni i mezzi fabbricati dall'origine fino al 2007 in Brasile.
- Spagna: Il Fiorino venne anche costruito dall'allora consociata SEAT e messo in vendita come SEAT Fiorino. Nel 1982, dopo la conclusione del rapporto di collaborazione tra la Fiat e lo Stato Spagnolo, la produzione continuò con meccanica basata sulla SEAT Fura (FIAT 127) e con la denominazione di SEAT Terra. Per la parte estetica l'unica differenza di rilievo fu nel frontale basato sulla SEAT Marbella ex FIAT Panda; la produzione in terra iberica continuò fino al 1998.